# Карсавський край
Карса́вський кра́й (латис. Kārsavas novads) — адміністративно-територіальна одиниця Латвійської Республіки. Розташований у східній частині країни, в історичному регіоні Латгалія. Адміністративний центр — Карсава. Створений 2009 року. Площа — 628,4 км². Населення — 6278 осіб (2011). До складу краю входять 1 місто і 5 волостей.